# Rotnacken-Buschammer
Die Rotnacken-Buschammer (Atlapetes rufinucha) ist eine Vogelart aus der Familie der Neuweltammern (Passerellidae). Diese Art hat ein großes Verbreitungsgebiet, das sich auf die Länder Peru und Bolivien beschränkt. Der Bestand wird von der IUCN als nicht gefährdet (Least Concern) eingeschätzt.

## Merkmale
Die Rotnacken-Buschammer erreicht eine Körperlänge von etwa 16 bis 17 Zentimetern. Die Krone ist kastanienrot, der Scheitel, der Rücken, die Flügel und der Schwanz sind schwarz. Über dem Zügel findet sich ein großer gelber Fleck. Dazu besitzt sie einen mäßig breiten, schwarzen Unterwangenstreif. Die Unterseite ist hellgelb, wobei der hintere Teil der Flanken und die Kloake olivfarben sind. Es besteht kein auffälliger Geschlechtsdimorphismus.
Jungvögel ähneln ausgewachsenen Vögeln, sind aber auf der Oberseite etwas bräunlicher und auf der Unterseite gelb bis gelbbraun. Es kann vorkommen, dass das Gefieder auf der Unterseite braune Striche aufweist.

## Verbreitung und Lebensraum

Verbreitungsgebiet der Rotnacken-Buschammer (grün)

Man kann sich meist in den Stratifikationen zwischen 0,5 (Krautschicht) und 2 Metern (Strauchschicht) im dichten Unterholz von Nebelwald beobachten. So bewegen sie sich in dichten Polylepis-Wäldern, feuchten Waldlichtungen mit Sekundärvegetation und feuchten Berggestrüpp, welches teil von Bambus durchzogen ist. Sehr oft sieht man sie in der Nähe von Fließgewässern in Höhen zwischen 1100 und 3800 Meter.

## Verhalten
Meist sind Rotnacken-Buschammern in Paaren bzw. Gruppen bis zu sechs Vögeln unterwegs. Sehr oft mischen sie sich auch unter andere Vogelscharen. Sie sitzen ruhelos auf Ästen und erkunden diese. Selten machen sie kurze Ausflüge, bei denen sie gelegentlich abgestorbene Blätter nach Samen und Insekten untersuchen.

## Unterarten
Es sind zwei Unterarten beschrieben worden, die sich vor allem in ihrer Färbung und ihrem Verbreitungsgebiet unterscheiden:
- Atlapetes rufinucha rufinucha (d’Orbigny & Lafresnaye, 1837) – Die Nominatform kommt in den bolivianischen Departamentos Cochabamba und La Paz vor.
- Atlapetes rufinucha carrikeri Bond & Meyer de Schauensee, 1939 – Diese Unterart ähnelt der Nominatform sehr, ist aber etwas kleiner. Das Rotbraun der Krone wirkt etwas dunkler. Der Rücken ist olivgrün statt schwarz. Diese Subspezies ist im äußersten Osten der bolivianischen Provinz Carrasco präsent.

Verwirrend ist, dass man den deutschen Trivialnamen Rotnacken-Buschammer auch für das wissenschaftliche Taxon (Atlapetes latinuchus) (Du Bus, 1855) verwendet. Früher galten A. latinuchus und alle seine Unterarten als Unterarten von A. rufinucha. Heute findet man in deutschsprachiger Literatur den Trivialnamen Rostnacken-Buschammer für A. latinuchus. So findet man bei manchen Autoren auch die Unterarten:
- A. r. latinuchus = Atlapetes latinuchus latinuchus (Du Bus, 1855)
- A. r. elaeoprorus = Atlapetes latinuchus elaeoprorus (Sclater, PL & Salvin, 1879)
- A. r. caucae = Atlapetes latinuchus caucae Chapman, 1927
- A. r. spodionotus = Atlapetes latinuchus spodionotus (Sclater, PL & Salvin, 1879)
- A. r. comptus = Atlapetes latinuchus comptus (Sclater, PL & Salvin, 1879)
- A. r. chugurensis = Atlapetes latinuchus chugurensis Chapman, 1927
- A. r. baroni = Atlapetes latinuchus baroni (Salvin, 1895)
- A. r. nigrifrons = Atlapetes latinuchus nigrifrons Phelps & Gilliard, 1940

Dazu findet man in der Literatur das Taxon A. r. phelpsi (Paynter, Jr., 1970), welches laut SACC A. l. nigrifrons entspricht und A. r. simplex (Berlepsch, 1888) welche A. l. spodionotus entspricht.
Diese Trennung in unterschiedliche Arten fällte das South American Check-list Committee auf Basis von Mitochondrialen DNA-Sequenzanalysen von Jaime García-Moreno und Jon Fjeldså, die beide Arten als polyphyletisch klassifizierten. Allerdings bestehen bei einigen Mitgliedern des SACC aufgrund der dünnen Datenlage dieser Analyse noch heute Zweifel, ob die Trennung vertretbar ist.

## Forschungsgeschichte und Etymologie
D’Orbigny und Lafresnaye verwendeten bei ihrer Erstbeschreibung das Taxon Embernagra rufinucha. Erst später wurde der Vogel in der Gattung Atlapetes kategorisiert. Das Wort Atlapetes für die Gattung setzt sich aus atla für den Titan Atlas, dessen Name Träger, Dulder bedeutet und petes vom griechischen petros für der Fels zusammen. Atlas trug in der antiken Mythologie das Himmelsgewölbe auf seinen Schultern. Der Artepitheton rufinucha kommt aus dem Lateinischen und setzt sich aus den Worten rufus für rötlich, rot und nucha für der Nacken zusammen. Das in der Unterart verwendete carrikeri ist zu Ehren von Melbourne Armstrong Carriker vergeben worden. Carriker hatte den Balg am 18. November 1937 in Samaipata gesammelt.